# Corning Incorporated
Corning Incorporated is een Amerikaanse producent van glas, keramiek en verwante materialen, vooral voor industriële en wetenschappelijke toepassingen. Tot 1989 heette het bedrijf Corning Glass Works, waarna het zijn naam veranderde in de huidige vorm.
Corning is vooral bekend van het merk Pyrex voor hittebestendig glas. Dit onderdeel werd in 1998 verkocht. In de loop der jaren heeft Corning zich ontwikkeld tot een hightechbedrijf, dat een aanzienlijk deel van zijn middelen besteedt aan onderzoek en ontwikkeling. In 2008 is het concern gereorganiseerd tot vijf hoofdsectoren: displaytechnologie, milieutechnologie, life sciences, telecommunicatie, en speciale materialen. Een van de concurrenten is het Duitse Schott AG.

## Geschiedenis
Het bedrijf werd opgericht in de wijk Williamsburg in Brooklyn (New York). Later verhuisde het naar Corning (New York), waarvan het ook de naam aannam. Hoewel veel productieafdelingen naar elders zijn verhuisd, hebben zij hun onderzoek- en ontwikkelingsafdeling in Corning gehandhaafd.
Najaar 1970 meldde het bedrijf dat hun wetenschappers Robert D. Maurer, Donald Keck, Peter C. Schultz en Frank Zimar een glasvezel hadden gedemonstreerd met een optische verzwakking van slechts 17 dB per kilometer, door kwartsglas te doteren met titanium. Enkele jaren later produceerden zij een vezel met een verzwakking van slechts 4 dB/km, door germaniumoxide als hoofddotering te gebruiken. Deze lage verzwakkingen hebben het gebruik van vezeloptiek in de telecommunicatie sterk gestimuleerd, en daarmee ook de groei van het internet. Corning werd een van de vooraanstaande leveranciers van optische vezels. Ook begaf Corning zich op het gebied van de fotonica, met de bedoeling een toonaangevende leverancier van complete vezeloptieksystemen te worden.

## Technieken
In 2008 werd Corning de grootste leverancier, 50% marktaandeel, van het glas voor LCD’s. Men heeft inmiddels aangekondigd, zowel nieuwe fabrieken te gaan bouwen, als in samenwerking met Samsung Electronics een geheel nieuwe fabriek in Zuid-Korea op te zetten. Ook is Corning de enige „groene” fabrikant van glassubstraten voor LCD’s, in zoverre dat dit glas wordt vervaardigd zonder gebruik van zware metalen. Ook maakt het bedrijf nog steeds glasvezels en kabels voor de telecommunicatie-industrie.
Verder is Corning een grote producent van keramische producten voor de emissiebeheersing voor katalytische converters in auto’s en lichte vrachtwagens met benzinemotoren. Daarnaast investeert men aanzienlijk in de productie van keramische producten voor de emissiebeheersing van dieselmotoren, in verband met de strengere emissie-eisen voor dergelijke motoren zowel in de Verenigde Staten als elders.
In 2007 kondigde men de ontwikkeling aan van een nieuwe glasvezel, genaamd ClearCurve, die gebaseerd is op nanotechnologie en die in kleine bochten gelegd kan worden en daarmee geschikt is voor gebruik voor de „laatste kilometer” naar de klant. In 2008 kwam GorillaGlass op de markt, met een krasvastheid en duurzaamheid zoals vereist voor handapparaten, vooral die met een aanraakscherm.
Andere belangrijke producten van Corning zijn zeer zuiver kwartsglas dat gebruikt wordt in microlithografiesystemen, een glassoort met een zeer lage uitzettingscoëfficiënt voor het vervaardigen van telescoopspiegels, en ramen voor alle Amerikaanse space shuttles.
In het kader van zijn onderzoek en ontwikkeling werkt Corning op het gebied van diverse nieuwe technologieën, zoals groene lasers, beperking van het kwikgebruik, microreactoren, fotonica en silicium op glas.
Een ander product van Corning is Ultra-Low Expansion glass (ULE), met een zeer lage uitzettingscoëfficiënt. Dit wordt onder meer gebruikt voor grote spiegeltelescopen.